# Wright (Floryda)
Wright – jednostka osadnicza w Stanach Zjednoczonych, w stanie Floryda, w hrabstwie Okaloosa.